# Lorenzo Pozzolini
Lorenzo Pozzolini (Firenze, ... – ...; fl. XIX secolo) è stato un architetto italiano, esponente del neoclassicismo.
Fra le sue opere si ricordano la Collegiata di San Cassiano a San Casciano in Val di Pesa e il Teatro dell'Accademia dei Ricomposti e Palazzo Corsi ad Anghiari.